# برايان فيتزباتريك (سياسي بريطاني)
برايان فيتزباتريك (بالإنجليزية: Brian Fitzpatrick)‏ هو وكيل نيابة وسياسي بريطاني، ولد في 1961. حزبياً، نشط في حزب العمال الاسكوتلندي ‏ وحزب العمال. في 2001 Strathkelvin and Bearsden by-election ‏، انتخب عضو البرلمان الاسكتلندي الأول ‏ عن دائرة Strathkelvin and Bearsden (Scottish Parliament constituency) ‏ وقد انضم خلال فترته النيابية ‏ (7 يونيو 2001 – 31 مارس 2003) للكتلة البرلمانية حزب العمال الاسكوتلندي ‏.